# Marele Premiu al Belgiei din 2018
Marele Premiu al Belgiei din 2018 (cunoscut oficial ca Formula 1 2018 Johnnie Walker Belgian Grand Prix) a fost o cursă auto de Formula 1 ce s-a desfășurat pe 26 august 2018 pe Circuitul Spa-Francorchamps din Stavelot, Belgia. Cursa a fost cea de a treisprezecea etapă a Campionatului Mondial de Formula 1 din 2018 fiind pentru a șaptezeci și patra oară când a avut loc această cursă, a șaizeci și una desfășurată la Spa-Francorchamps.

## Calificări
Calificările au avut loc pe 25 august 2018, începând cu ora locală 15:00 CEST (UTC+2), ora 16:00 EEST.
| Poz.                  | Nr. | Pilot             | Constructor               | Timpi calificări | Timpi calificări | Timpi calificări | Grila finală |
| Poz.                  | Nr. | Pilot             | Constructor               | Q1               | Q2               | Q3               | Grila finală |
| --------------------- | --- | ----------------- | ------------------------- | ---------------- | ---------------- | ---------------- | ------------ |
| 1                     | 44  | Lewis Hamilton    | Mercedes                  | 1:42,977         | 1:41,553         | 1:58,179         | 1            |
| 2                     | 5   | Sebastian Vettel  | Ferrari                   | 1:43,035         | 1:41,501         | 1:58,905         | 2            |
| 3                     | 31  | Esteban Ocon      | Force India-Mercedes      | 1:44,003         | 1:43,302         | 2:01,851         | 3            |
| 4                     | 11  | Sergio Pérez      | Force India-Mercedes      | 1:44,004         | 1:43,014         | 2:01,894         | 4            |
| 5                     | 8   | Romain Grosjean   | Haas-Ferrari              | 1:43,597         | 1:43,042         | 2:02,122         | 5            |
| 6                     | 7   | Kimi Räikkönen    | Ferrari                   | 1:42,585         | 1:41,533         | 2:02,671         | 6            |
| 7                     | 33  | Max Verstappen    | Red Bull Racing-TAG Heuer | 1:43,199         | 1:42,554         | 2:02,769         | 7            |
| 8                     | 3   | Daniel Ricciardo  | Red Bull Racing-TAG Heuer | 1:43,604         | 1:43,126         | 2:02,939         | 8            |
| 9                     | 20  | Kevin Magnussen   | Haas-Ferrari              | 1:43,834         | 1:43,320         | 2:04,933         | 9            |
| 10                    | 77  | Valtteri Bottas   | Mercedes                  | 1:42,805         | 1:42,191         | Fără timp        | 17           |
| 11                    | 10  | Pierre Gasly      | Scuderia Toro Rosso-Honda | 1:44,221         | 1:43,844         |                  | 10           |
| 12                    | 28  | Brendon Hartley   | Scuderia Toro Rosso-Honda | 1:44,153         | 1:43,865         |                  | 11           |
| 13                    | 16  | Charles Leclerc   | Sauber-Ferrari            | 1:43,654         | 1:44,062         |                  | 12           |
| 14                    | 9   | Marcus Ericsson   | Sauber-Ferrari            | 1:43,846         | 1:44,301         |                  | 13           |
| 15                    | 27  | Nico Hülkenberg   | Renault                   | 1:44,145         | Fără timp        |                  | 18           |
| 16                    | 55  | Carlos Sainz Jr.  | Renault                   | 1:44,489         |                  |                  | 19           |
| 17                    | 14  | Fernando Alonso   | McLaren-Renault           | 1:44,917         |                  |                  | 14           |
| 18                    | 35  | Serghéi Sirótkin  | Williams-Mercedes         | 1:44,998         |                  |                  | 15           |
| 19                    | 18  | Lance Stroll      | Williams-Mercedes         | 1:45,134         |                  |                  | 16           |
| 20                    | 2   | Stoffel Vandoorne | McLaren-Renault           | 1:45,307         |                  |                  | 20           |
| Regula 107%: 1:49,765 |     |                   |                           |                  |                  |                  |              |
| Sursa:                |     |                   |                           |                  |                  |                  |              |

Note
- ^1 – Valtteri Bottas, Nico Hülkenberg, Carlos Sainz Jr. și Stoffel Vandoorne au primit o penalizare de 30 de locuri pe grila de start fiecare pentru depășirea numărului de elemente ale motorului.

## Cursa
Cursa a avut loc pe 26 august 2018, începând cu ora locală 15:00 CEST (UTC+2), ora 16:00 EEST, și a durat 44 de tururi.
| Poz.   | Nr. | Pilot             | Constructor               | Tururi | Timp/Retras | Grilă | Puncte |
| ------ | --- | ----------------- | ------------------------- | ------ | ----------- | ----- | ------ |
| 1      | 5   | Sebastian Vettel  | Ferrari                   | 44     | 1:23:34,476 | 2     | 25     |
| 2      | 44  | Lewis Hamilton    | Mercedes                  | 44     | +11,061     | 1     | 18     |
| 3      | 33  | Max Verstappen    | Red Bull Racing-TAG Heuer | 44     | +31,372     | 7     | 15     |
| 4      | 77  | Valtteri Bottas   | Mercedes                  | 44     | +1:08,605   | 17    | 12     |
| 5      | 11  | Sergio Pérez      | Force India-Mercedes      | 44     | +1:11,023   | 4     | 10     |
| 6      | 31  | Esteban Ocon      | Force India-Mercedes      | 44     | +1:19,520   | 3     | 8      |
| 7      | 8   | Romain Grosjean   | Haas-Ferrari              | 44     | +1:25,953   | 5     | 6      |
| 8      | 20  | Kevin Magnussen   | Haas-Ferrari              | 44     | +1:27,639   | 9     | 4      |
| 9      | 10  | Pierre Gasly      | Scuderia Toro Rosso-Honda | 44     | +1:45,892   | 10    | 2      |
| 10     | 9   | Marcus Ericsson   | Sauber-Ferrari            | 43     | +1 tur      | 13    | 1      |
| 11     | 55  | Carlos Sainz Jr.  | Renault                   | 43     | +1 tur      | 19    |        |
| 12     | 35  | Serghéi Sirótkin  | Williams-Mercedes         | 43     | +1 tur      | 15    |        |
| 13     | 18  | Lance Stroll      | Williams-Mercedes         | 43     | +1 tur      | 16    |        |
| 14     | 28  | Brendon Hartley   | Scuderia Toro Rosso-Honda | 43     | +1 tur      | 11    |        |
| 15     | 2   | Stoffel Vandoorne | McLaren-Renault           | 43     | +1 tur      | 20    |        |
| Ab     | 3   | Daniel Ricciardo  | Red Bull Racing-TAG Heuer | 28     | Abandon     | 8     |        |
| Ab     | 7   | Kimi Räikkönen    | Ferrari                   | 8      | Frâne       | 6     |        |
| Ab     | 16  | Charles Leclerc   | Sauber-Ferrari            | 0      | Accident    | 12    |        |
| Ab     | 14  | Fernando Alonso   | McLaren-Renault           | 0      | Accident    | 14    |        |
| Ab     | 27  | Nico Hülkenberg   | Renault                   | 0      | Accident    | 18    |        |
| Sursa: |     |                   |                           |        |             |       |        |

Note
- ^1 – Valtteri Bottas a primit o penalizare de 5 secunde pentru că a cauzat o coliziune cu Serghéi Sirótkin.

## Clasamentele campionatelor după cursă
|   | Poz. | Pilot            | Puncte |
| - | ---- | ---------------- | ------ |
|   | 1    | Lewis Hamilton   | 231    |
|   | 2    | Sebastian Vettel | 214    |
|   | 3    | Kimi Räikkönen   | 146    |
|   | 4    | Valtteri Bottas  | 144    |
| 1 | 5    | Max Verstappen   | 120    |

|  | Poz. | Constructor               | Puncte |
|  | ---- | ------------------------- | ------ |
|  | 1    | Mercedes                  | 375    |
|  | 2    | Ferrari                   | 360    |
|  | 3    | Red Bull Racing-TAG Heuer | 238    |
|  | 4    | Renault                   | 82     |
|  | 5    | Haas-Ferrari              | 76     |